# Národní park Thušsko
Národní park Thušsko (gruzínsky თუშეთის ეროვნული პარკი, Tušetis erovnuli parki) je národní park ve Velkém Kavkazu v Gruzii v nadmořské výšce 900–4400 metrů o rozloze 83007 ha. Byl založen v roce 2003.
Součástí jsou vrcholy Bočního kavkazského hřbetu Východního Kavkazu:
- Tebulosmta (4492 m n. m.)
- Diklosmta (4285 m n. m.)
- Sakistos (2456 m n. m.)